# Spore (jeu vidéo)
Pour les articles homonymes, voir Spore (homonymie).
 (décembre 2015).
Si vous disposez d'ouvrages ou d'articles de référence ou si vous connaissez des sites web de qualité traitant du thème abordé ici, merci de compléter l'article en donnant les références utiles à sa vérifiabilité et en les liant à la section « Notes et références ».
Spore est un jeu vidéo du créateur des Sims, Will Wright. Le jeu est sorti entre le 4 et le 7 septembre 2008 suivant les pays et est disponible sous Windows et Mac OS X.
L'objectif de ce jeu est d'amener une espèce à évoluer pour fonder une civilisation, passant d'une simple cellule à un empire s'étendant sur toute une galaxie.

## Système de jeu

### Phases de jeu
Ce qui suit est un mélange des informations obtenues à travers les E3, le site officiel et le jeu en lui-même. De nombreux jeux ont servi d'inspiration à Will Wright pour les différentes phases, semblables à des jeux indépendants. Chacune de ces phases permet par la suite de débloquer un super-pouvoir pour chacune des phases restantes au joueur, d'où l'intérêt, même s'il est possible de les passer pour aller directement à la dernière, de réussir toutes les phases suivantes.

#### Phase cellule
Le joueur incarne un micro-organisme intact qui était dans un météore. Son objectif est de le faire se développer dans un environnement en 2D. Il peut ainsi collecter des points ADN en mangeant soit d'autres micro-organismes, soit des plantes, soit les deux, tout en prenant garde à éviter les micro-organismes plus grands, ou possédant un caractère dangereux, toutefois en tuant ces derniers on peut acquérir leur caractère dangereux. Cette phase est inspirée de Pac-Man, un des jeux préférés de Will Wright.
La cellule du joueur peut appeler sa moitié pour accéder à un atelier de la créature assez réduit comparé aux autres phases, en effet, il ne peut qu'ajouter des armes, des compléments offrant de la vitesse, des moyens de défense, des yeux, ainsi que changer de régime d'alimentation. Élément important car il gardera ce régime alimentaire pour le reste de son évolution.
Avec une quantité suffisante de points d'ADN, la cellule originelle évolue, et, par le biais d'une bibliothèque d'éléments qui s'obtiennent en tuant certaines créatures, peut modifier son micro-organisme et lui donner certains attributs. Sur plusieurs générations consécutives, l'organisme remonte progressivement la chaîne alimentaire pour finalement se transformer en créature terrestre qui est la Phase créature.

#### Phase créature
Une cinématique accompagne le changement de phase, la créature du joueur quitte l'océan pour profiter d'un nouvel environnement, cette fois en 3D. Elle commence à en rencontrer d'autres générées par le jeu ou créées par d'autres joueurs et récupérées via une bibliothèque partagée, la Sporepedia. Après avoir sympathisé ou exterminé d'autres créatures (et ainsi récupéré des Points ADN), la créature peut pondre un œuf. Il lui faut pour cela trouver d'autres créatures de son espèce et courtiser l'une d'entre elles.
De l'œuf, revient alors l'éditeur qui permet de modifier la créature en lui rajoutant des éléments comme des pattes, des yeux supplémentaires… Ces choix influencent directement l'animation ou encore le mode alimentaire de la créature ou ses compétences (voler, attaquer, sympathiser). Le joueur incarne alors un membre de la nouvelle génération, et ainsi de suite.
Durant cette phase, des événements aléatoires peuvent avoir lieu, comme des pluies de météores ou des apparitions d'êtres venus d'ailleurs, etc. permettant ainsi de rythmer le jeu.
Il y a aussi des ennemis très puissants qui peuvent être rencontrés : les Ogres. Les ogres sont des créatures créés par le joueur ou par le jeu mais ils ont une taille gigantesque. Ils sont d'ailleurs très résistants (ils sont quasi invincible) et sont tout le temps à la recherche de proie. On ne peut pas sympathiser avec eux.
Cette phase est largement inspirée des MMORPG.

#### Phase tribu
Lorsque l'espèce du joueur atteint une intelligence suffisante, le joueur se retrouve maintenant à gérer une tribu primitive. Une cinématique montrant la créature du joueur lancer un os en l'air est un clin d'œil au film 2001, l'Odyssée de l'espace. L'évolution ne se situe plus sur le physique mais sur les objets et la technique. Le joueur doit apporter le feu, les armes, les instruments et les outils, et choisir le mode de vie de la tribu. L'objectif est maintenant tourné vers la collecte de la nourriture (pêche, chasse, vol, domestication...) et la destruction ou l'alliance avec les autres tribus, à l'aide d'instruments de musique et d'armes, donnant en échange le moyen de faire évoluer le niveau de la tribu, puis, par l'éditeur de jeu, le petit village qui l'accompagne. Cette phase est majoritairement inspirée de Populous. Une fois cette hutte arrivée à un certain niveau de complexité, le joueur passe à la phase suivante. Cette phase est également assez ressemblante à la saga de jeux vidéo Age of Empires.
Il y a différents types de nourriture: Viande, poissons, fruits, algue, œufs...
Les ogres sont toujours dans cette phase, mais peuvent être tué ce qui donnera énormément de nourriture à votre tribu.
Pour encore rythmer le jeu, des OVNI peuvent intervenir et d'autres nouveaux événements.

#### Phase civilisation
Cette phase reprend l'esprit de SimCity (autre jeu de Will Wright) mais aussi certaines idées de Civilization ou de Risk. Le terrain explorable s'élargit au niveau planétaire pour marquer l'existence d'autres civilisations de la même espèce que celle du joueur sur la planète. L'éditeur sert maintenant à manipuler des bâtiments constructibles grâce aux Sporeflouz (clin d'œil aux Simflouz) et des véhicules, dont le nombre est restreint par la quantité de maisons existantes dans l'empire.
L'objectif est la conquête du monde, que ce soit par la voie armée, la voie religieuse, ou la voie économique.
Un système simple de diplomatie, semblable à celui de Civilization IV se met en place. D'autre part à la place des habituels gisements de pétrole (souvent utilisés dans les jeux de STR vers l'ère moderne), on rencontrera des gisements d'épice (clin d'œil à Dune), cependant, ils sont aussi épuisables, et le joueur devra mettre en place un bon système d'industrie.
Dès que l'île du joueur sera conquise (elle aura un nombre arbitraire de villes), le joueur développera l'aviation (mais les empires IA ne les développeront que dans les mêmes conditions).
À partir d'un certain niveau, le joueur pourra accélérer le jeu en construisant une super-arme (missile nucléaire, rachat intégral ou conversion de masse) qui lui permettra de finir la phase.

#### Phase espace
D'autres planètes apparaissent, prêtes à être colonisées. L'engin spatial permet de tracter des créatures pour les envoyer sur d'autres planètes, de tirer sur des créatures, de terraformer... Cependant la plupart des outils puissants nécessitent un badge (sorte de médaille obtenue après avoir accompli un objectif) et une somme d'argent parfois importante. Le nouveau but est de voyager, coloniser et développer son vaisseau pour obtenir un moteur interstellaire. Une fois ce moteur obtenu, le joueur a à disposition la carte de la galaxie.
Le pointeur de la souris devient une sonde pour écouter l'espace et repérer d'éventuelles civilisations à rencontrer, avec lesquelles lancer un commerce spatial, ou à coloniser. Ces civilisations sont tirées de Sporepedia. C'est un total de quatre millions de planètes que l'on pourrait explorer, et c'est à partir de ce moment que la notion de but disparait. Tous les outils précédemment utilisés durant les autres phases, ou presque, seront accessibles à nouveau, permettant de participer à l'évolution des autres espèces (transformer une créature comme dans la phase de même nom, aider une civilisation à évoluer, voire créer une civilisation de toutes pièces, etc.).
Vous posséderez également un outil spécial qui dépendra de votre archétype, si puissant que toutes les civilisations spatiales l'appellent super-pouvoir. Il y en a 9 au total. Cet outil est le produit direct et inséparable de votre philosophie. Les deux seront déterminés par toutes vos autres tendances de jeu durant toutes les autres phases. Arme de destruction massive, racheteur automatique de systèmes, vortex intergalactique ou même aspirateur intégral d'espèces, ces outils sont d'une grande aide durant cette phase. Toutes les étoiles de la galaxie sont visitables.

### Création de contenu partagé

#### Créations
Spore est presque uniquement axé sur le contenu créé par les joueurs, puisque le jeu ne contient "que" 1500 fichiers préfabriqués. Une base de données en ligne nommée Sporepedia recense tous les contenus que les joueurs ont fait, et décidé de publier. Cela peut être des créatures, des véhicules ou des bâtiments. Chaque joueur peut évaluer les contenus : si un élément a beaucoup de notes positives, il sera mis en avant dans la page d'accueil ; cependant, si l'élément n'a que des notes négatives, l'élément sera recalé dans les recherches de la Sporepedia.
Pour pouvoir créer des éléments, différentes interfaces d'édition interviennent au cours du jeu. Un éditeur de cellules, de créatures, d'outils et d'armes, d'hymnes, de véhicules, de bâtiments ou encore d'engins spatiaux. L'éditeur de créatures, principalement conçu par Chaim Gingold, que l'on peut apparenter à la Boit@Look de Les Sims 2, a été distribué sous forme de démo avant la sortie du jeu, représentant 25 % de l'éditeur final, et en version complète en échange d'une pré-réservation.
Afin d'éviter les dérives (créations insultantes, racistes, pornographiques...), un système de suppression et de bannissement a été mis en place, un créateur mécontent peut enlever une créature de sa Sporepedia (même en plein jeu), voire la bannir.

## Réseau social
Sporepedia est, en plus d'être une encyclopédie, un vrai réseau social.
Un joueur connecté peut laisser des commentaires et envoyer des messages à ses amis. Il peut également se créer une page personnelle MySpore (inspiré de MySpace) où peut être affiché une photo, quelques informations et aussi tous les éléments que le joueur aura postés.

## Galactic Edition
Il existe une édition collector du jeu vidéo, la Galactic Édition. Celle-ci comprend, en plus du jeu, le DVD Spore (Le making of), le DVD du National Geographic (Comment faire évoluer votre créature ?), le livre L'Artbook de Spore (120 pages, regroupe des images du jeu et des croquis initiaux), un poster Spore grand format et le livret collector de la Galactic Édition (100 pages).

## Protection numérique
Le jeu utilise des mesures de protections numériques (DRM), qui nécessitent une connexion à Internet pour installer le jeu. À l'origine, ce dispositif devait également contrôler tous les 10 jours la légalité de la version, ce qui obligeait le joueur à disposer d'une connexion internet même après l'installation. Electronics Arts a par la suite retiré cette mesure.
Le jeu ne peut être installé que trois fois; ensuite, il est nécessaire de contacter l'éditeur et lui fournir une preuve d'achat. Par ailleurs, il n'est possible d'activer qu'un seul compte par copie, contrairement à ce qui est indiqué dans le manuel. Ainsi, une famille de 4 personnes doit s'acquitter de 4 licences pour que chacun puisse jouer en ligne. Electronics Arts précise que c'est une erreur dans le manuel qui sera corrigée sur les prochaines éditions.
En réaction, la fiche du jeu sur Amazon.com se retrouve avec une note très faible. 90 % des votes (sur 2500 votes) ont donné la note la plus basse (1 étoile sur 5) sur le plus gros site marchand américain.

## Développement
Selon Will Wright, les jeux vidéo coûtent de plus en plus cher alors que la valeur de leur contenu diminue. Les nouveaux jeux sont beaux mais pas aussi intéressants que certains vieux jeux. Les Sims 2 lui auraient aussi appris que les joueurs aiment ajouter du contenu personnel, qu'ils ont eux-mêmes créé.
L'idée a alors été de créer un jeu dont le contenu se développerait grâce à ce que le joueur y apporte, une sorte d'expérience unique à chacun. Il a recruté des programmeurs parmi les codeurs de la scène démo et a inventé Spore, dont il a dévoilé des démos lors des E3 de 2005, 2006 et 2008. Ce jeu est l'un des premiers jeux vidéo au monde à fonctionner entièrement autour de la technologie procédurale : tout, dans le jeu, est généré et calculé par l'ordinateur, pas de fichiers textures ou animations. Will Wright voulait donner la possibilité aux joueurs de créer leurs propres créatures, bâtiments et véhicules, et pour cela il devait mettre en place un système qui permette à l'ordinateur de calculer comment devaient se comporter de telles créations. Il est aussi bien possible de ne pas mettre de jambes à une créature ou lui en mettre une dizaine, le jeu saura comment se comporter, ce qui permet de générer une infinité de créations. La musique, elle aussi, est procédurale, s'adaptant en permanence à votre style de jeu et à ce qui se déroule à l'écran. L'avantage de la technologie procédurale, c'est qu'une planète entière ne pèse pas plus de 30 ko avec tout son contenu, ce qui permet au jeu de recevoir en permanence les créations des autres joueurs pour peupler la galaxie.
Il est intéressant de constater que, lorsqu'on y regarde de plus près, le jeu Spore a, en fait, simplifié, minimisé et raccourci chaque partie de ce qui existe. Par exemple, en phase Civilisation, une ville symbolise en réalité une union de pays dans le style des États-Unis, une maison symbolise une ville résidentielle, un complexe de loisirs symbolise une ville divertissante et de culture (comme Paris, Florence ou Vienne) et une usine serait une cité industrielle. Chacun des citoyens que l'on peut voir à l'écran représenterait 1000, voir 10 000 individus. Si on y consacre un peu de temps, la totalité du jeu se révèle analysable, du fait de manger une cellule à celui d'améliorer ses relations avec un pays.

## Extensions

### Spore: Pack d'éléments étranges et mignons
Sorti le 21 novembre 2008, Spore: Pack d'éléments étranges et mignons permet d'accéder à de nouvelles animations, options de coloriage et éléments pour personnaliser les créatures.

### Spore: Aventures Galactiques
Sorti le 23 juin 2009, Spore : Aventures Galactiques est le premier add-on de Spore et ajoute du contenu durant la phase Espace. Il permet aux joueurs de créer un capitaine galactique et réaliser des aventures (sélectionnées parmi les aventures existantes ainsi que celles créées par la communauté). Ces missions permettent d'obtenir de l'expérience afin de faire évoluer son capitaine et obtenir de l'équipement, apportant ainsi une dimension RPG au jeu originel.
Cette extension contient également un éditeur d'aventures qui permet de créer la mission de son choix à l'aide de toutes les créations disponibles (y compris les créatures, bâtiments et véhicules conçus par le joueur et la communauté Spore).

### Patchs
Spore a bénéficié de plusieurs patchs, la plupart permettant d'effacer certains bugs, d'autres rajoutant des éléments (tels que le patch 3 ajoutant des membres exo-squelettiques).

## Suites

### Spore Créatures
Spore Créatures est une adaptation du jeu sur Nintendo DS.

### Spore Origins
Spore Origins est une adaptation mobile du jeu.

### Spore HeroetSpore: La Bataille des héros
Peu après la sortie de Galactic Adventures, une version de Spore est sortie le 9 octobre 2009 sur Wii et Nintendo DS, sous les noms de Spore Hero et Spore : La Bataille des héros (Spore Hero Arena) respectivement. Dans ce nouvel opus, le concept de civilisation et d'évolution est oublié au profit de l'action pure, avec un personnage évoluant à la manière d'un RPG.
Dans Spore Hero, d'étranges astéroïdes s'écrasent un peu partout dans la galaxie. Les radiations émises par les pierres font muter les aliens et en font des combattants hors pair... Le personnage est une de ces créatures qui mute au fil de l'aventure, explore sa planète et livre des combats acharnés aux autres mutants dans des arènes rappelant celle de l'interface test de l'atelier des créatures du jeu originel. Il doit trouver d'autres éléments pour s'adapter à son milieu et avoir une chance de vaincre Zarkhator, l'ennemi juré du jeu qui a le sinistre projet de détruire la planète...

### DarkSpore
C'est un jeu à part entière sorti au printemps 2011, Darkspore reprend le concept de Spore en y ajoutant un aspect action-RPG : il faut désormais passer par l'atelier de création pour créer l'armée idéale, afin d'aller vaincre le maléfique Darkspore. Le joueur est à la tête d'un groupe de trois créatures différentes.
Ce jeu n'est plus jouable depuis mars 2016; l'éditeur EA Games ayant pris la décision de fermer définitivement les serveurs du jeu (pour lequel une connexion obligatoire était requise).

## Accueil
| Spore                 | Spore       | Spore  |
| --------------------- | ----------- | ------ |
| Média                 | Pays        | Notes  |
| Eurogamer             | Royaume-Uni | 9/10   |
| IGN                   | US          | 8,8/10 |
| GameSpot              | US          | 8/10   |
| Jeuxvideo.com         | FR          | 18/20  |
| Gamekult              | FR          | 6/10   |
| JeuxActu              | FR          | 15/20  |
| Compilations de notes |             |        |
| Metacritic            | US          | 84%    |
| GameRankings          | US          | 84,40% |